# Jasna Góra
Jasna Góra (Llatí: Clarus Mons) és un santuari de la Mare de Déu i monestir de l'Orde de Sant Pau Primer Eremita a Częstochowa, situat al turó de Jasna Góra. És un dels llocs de peregrinació més importants del món, i el centre de pelegrinatge catòlic més important de Polònia, principalment perquè hi ha la icona de la Mare de Déu de Czestochowa i una col·lecció d'altres obres d'art, la majoria sacre, a més de regals votius dels fidels. Durant la Segona Guerra del Nord va patir un setge per part de les forces de l'Imperi Suec. El 16 de setembre de 1994 l'edifici rebé el reconeixement de monument històric.